# Santos Unzué
Santos Unzué es un pequeño paraje rural del partido de Nueve de Julio,  provincia de Buenos Aires, Argentina.

## Ubicación
Se encuentra a 42 km al sudoeste de la ciudad de Nueve de Julio, a través de la Ruta Provincial 65 a mitad de camino hacia San Carlos de Bolívar.
Se encuentra la Estación Santos Unzué del Ferrocarril General Belgrano que prestó servicios hasta 1977. Vías levantadas en 1980.

## Población
Durante los censos nacionales del INDEC de 2001 y 2010 fue considerada como población rural dispersa.